# Handorf
Handorf es un municipio situado en el distrito de Luneburgo, en el estado federado de Baja Sajonia (Alemania). Tiene una población estimada, a finales de 2019, de 2105 habitantes.
Se encuentra ubicado a poca distancia al sur de la frontera con el estado de Schleswig-Holstein y al oeste de la de Mecklemburgo-Pomerania Occidental.